# The Love Route
The Love Route er en amerikansk stumfilm fra 1915 af Allan Dwan.

## Medvirkende
- Harold Lockwood som John Ashby.
- Winifred Kingston som Allene Houston.
- Donald Crisp som Harry Marshall.
- Jack Pickford som Billy Ball.
- Dick La Reno som Allene Houston.